# Resurrezione di Nostro Signore Gesù Cristo
Resurrezione di Nostro Signore Gesù Cristo är en kyrkobyggnad i Rom, helgad åt Jesu Kristi uppståndelse. Kyrkan är belägen vid Via di San Sebastianello i Rione Campo Marzio och tillhör församlingen San Giacomo in Augusta.
Resurrezione di Nostro Signore Gesù Cristo är en av Polens nationskyrkor i Rom
Kyrkan uppfördes efter ritningar av arkitekten Pio Piacentini och konsekrerades år 1889. Absiden har tre glasmålningar, varav den i mitten föreställer Jesu uppståndelse.